# Pachygeneia clitellaria
Pachygeneia clitellaria är en fjärilsart som beskrevs av Edward Meyrick 1923. Pachygeneia clitellaria ingår i släktet Pachygeneia och familjen stävmalar. Inga underarter finns listade i Catalogue of Life.